# 부총리
부총리(副總理, Vice Premier)는 내각을 구성하는 장관의 직책 중 하나이다.
- 부총리는 대한민국의 부총리이다.
- 부총리는 조선민주주의인민공화국의 부총리이다.
- 부총리는 일본의 부총리이다.
- 부총리는 태국의 부총리이다.
- 부총리는 독일의 부총리이다.
- 중화민국 행정원부원장은 중화민국의 부총리에 해당하는 직책이다.
- 부총리는 베트남의 부총리이다.
- 부총리는 중국의 부총리이다.

## 같이 보기
- 부통령
- 부주석
- 부총독